# Musée municipal de la soie d'Okaya
Le musée municipal de la soie d'Okaya (市立岡谷蚕糸博物館, Shiritsu Okaya sanshi hakubutsukan) est situé dans la ville d'Okaya dans le département de Nagano. Le musée est surnommé Silk Fact Okaya. 

## Le musée
Le musée de la soie d'Okaya est fondé en octobre 1964, avec le concours du comité de la soie de Suwa (諏訪製糸研究会, Suwa seishi kenkyū-kai) et de professionnels du monde séricicole de tout le Japon, dans la ville d'Okaya qui s'est développée autour de l'industrie séricicole. Le premier directeur du musée est Toshiaki Komura (古村敏章). Avant d'emménager le 1 août 2014 dans le quartier de Goda, le musée était situé dans le quartier de Honmachi. Le bâtiment adjacent, abritant l'unité de développement des matériaux de la vie quotidienne de l'Institut indépendant des sciences agrobiologiques (ancien laboratoire séricicole d'Okaya du Ministère de l'Agriculture et des Forêts) fermée le 31 mars 2011, a été réaménagé en une filature (filature de l'entreprise Miyasaka). Le 22 décembre 2017, le musée de la soie signe une convention de partenariat avec le musée de la nature et des sciences de l'université d'agriculture et de technologie de Tokyo. 
Le musée est surnommé Silk Fact (ou musée-filature). Le mot fact reprend les premières lettres du mot factory (usine) tout en signifiant "vérité", le musée exposant "les vérités sur la soie et l'industrie textile". La façade en forme de scie rappelle la forme du bâtiment des expériences de l'ancien laboratoire séricicole.
Le musée est ouvert tous les jours sauf le mercredi et les lendemains de jours fériés de 9 heures à 17 heures. Le musée vend des tickets simples et combinés avec des institutions partenaires : le musée d'art et d'archéologie d'Okaya (市立岡谷美術考古館), le musée d'art ILF Douga (イルフ童画館), l'ancienne résidence de la famille Hayashi (旧林家住宅) et l'ancienne résidence de la famille Watanabe (旧渡辺家住宅).
Le musée est composé des quatre aires suivantes :
- l'entrée constituée d'une galerie, d'un lounge, d'un magasin de souvenirs et d'une mini-exposition présentant le patrimoine industriel du centre-ville et les marques régionales ;

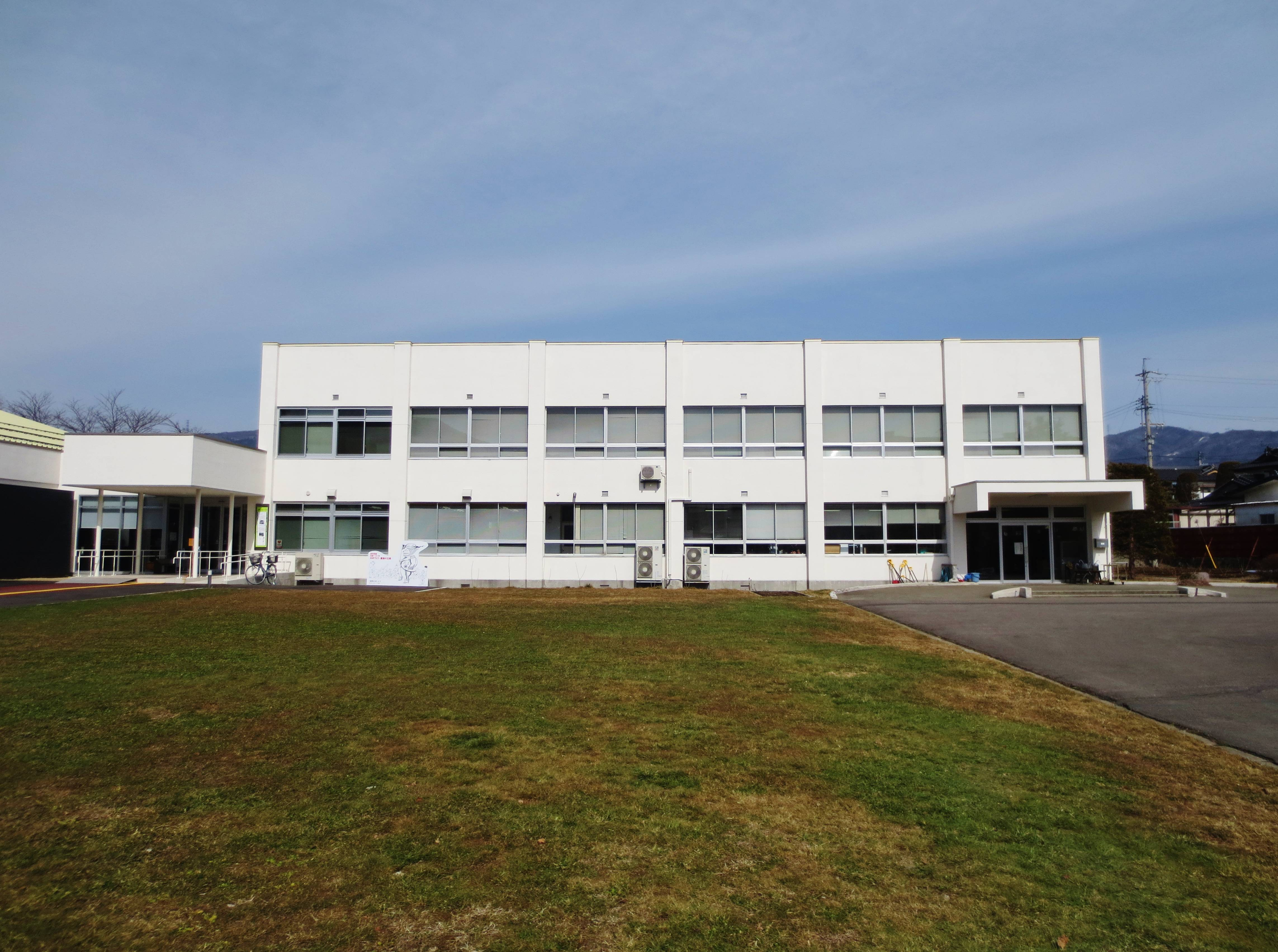
une zone d'exposition « Histoire de la cité de la soie d'Okaya » sur les vers à soie, l'industrie textile japonaise et le développement de la ville d'Okaya. Des machines de dévidage de la soie comme celles importées de France et utilisées à la Filature de soie de Tomioka, et celles mises au point à Suwa sont exposées ;
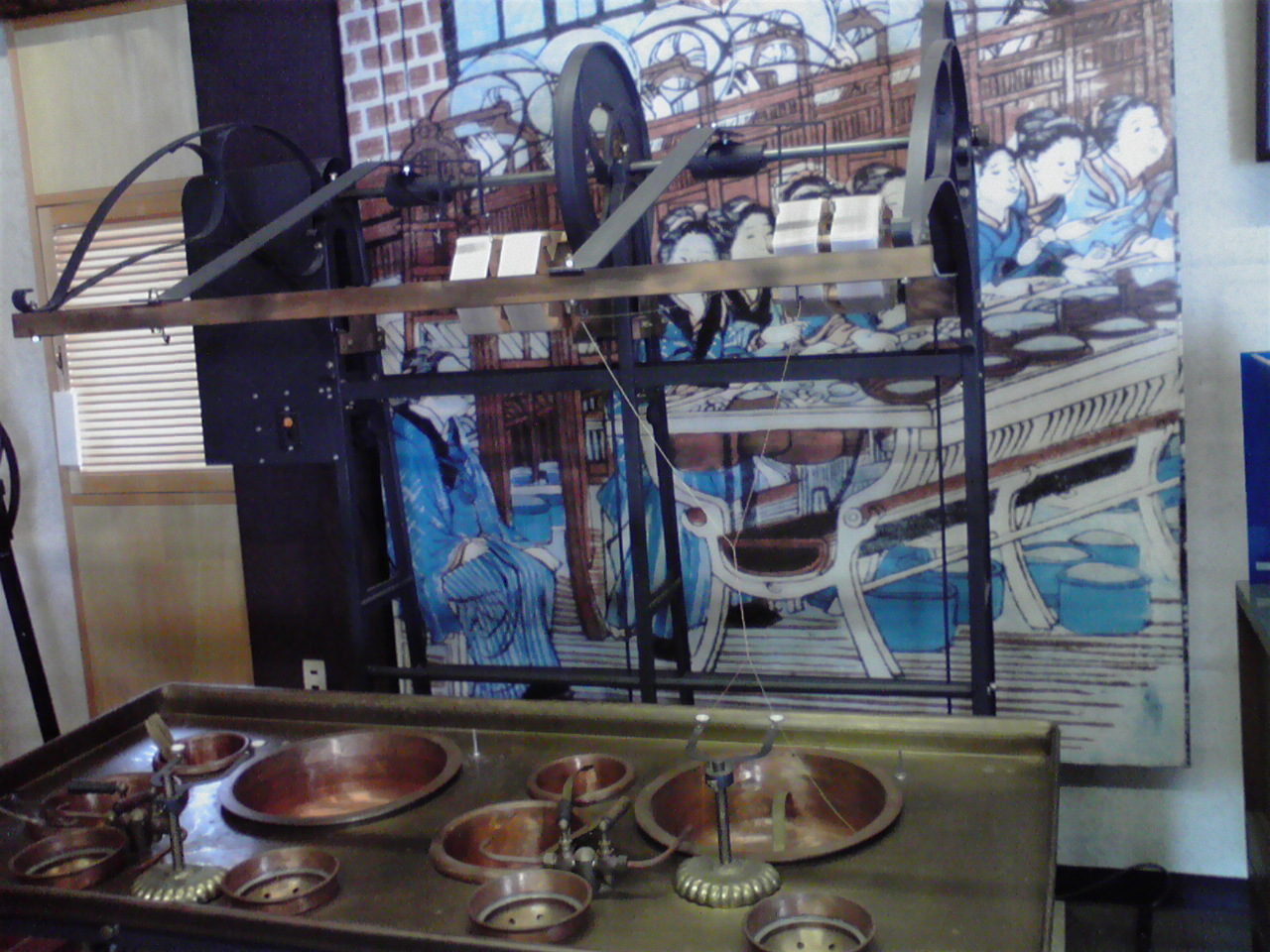
une zone d'exposition « Filature de soie de Miyasaka et machines de dévidage » pour comprendre le fonctionnement des machines de dévidage de Suwa et de Jōshū ;
- un espace événementiel La Place de la soie qui accueille des réunions et des événements variés. Des ateliers de tissage sont proposés et un élevage de vers à soie est présenté au public.- Bâtiment contenant la « Place de la soie »
- Machine de dévidage exposée

## Accès
Le musée n'étant pas enregistré sur les GPS, il est conseillé d'entrer la destination Maison de commerce et d'industrie d'Okaya. 
Le musée est situé à 20 minutes à pied de la gare d'Okaya sur la ligne JR Chuo et à 5 minutes de l'interchangeur Nagano-Okaya.

## Sources
- (ja) Cet article est partiellement ou en totalité issu de l’article de Wikipédia en japonais intitulé « 市立岡谷蚕糸博物館 » (voir la liste des auteurs).